# Othniel Charles Marsh
Othniel Charles Marsh (Lockport, 29 de outubro de 1831 — New Haven, 18 de março de 1899) foi um paleontólogo dos Estados Unidos da América, pioneiro da aplicação da teoria da evolução à interpretação de espécies fósseis.

## Vida
Marsh nasceu no estado de Nova Iorque, no seio de uma família abastada. Estudou em vários colégios e instituições privadas até 1860, quando se graduou em Geologia e mineralogia na Universidade de Yale. Nos anos seguintes prosseguiu os estudos na Alemanha, onde aprofundou os seus conhecimentos em paleontologia e anatomia na Universidade de Berlim, Universidade de Breslau e Universidade de Heidelberg. Regressando aos Estados Unidos em 1866, tornou-se professor de Paleontologia de Vertebrados em Yale. É por volta desta altura que convence o seu tio, George Peabody, a financiar o Museu Peabody de História Natural, ainda hoje existente em Yale.
O principal trabalho da carreira científica de Marsh como paleontólogo foi o estudo de diversas espécies basais de equídeos. Suas interpretações foram pioneiras no estabelecimento de uma linha evolutiva, desde as formas primitivas do grupo até aos representantes modernos do género Equus, e ajudaram a credibilizar a teoria da evolução de Charles Darwin.
Os equídeos não foram, no entanto, o único foco da sua carreira científica. Marsh estudou muitos outros grupos e, em 1871, foi o primeiro paleontólogo a identificar exemplares de pterossauros na América. Outras descobertas fundamentais da sua autoria foram diversas espécies de aves cretácicas, como o Ichthyornis e o Hesperornis, e dinossauros como o Apatosaurus e o Allosaurus.
Outra contribuição muito importante de Marsh foi a elaboração de uma lei evolutiva, denominada Lei do crescimento cerebral. Tal lei rege que durante o processo evolutivo vários grupos taxonômicos apresentaram ao longo do tempo um aumento do volume cerebral. Isto amiúde levava à constatação da existência de uma tendência a um aumento de complexidade corporal, que pode ser entendido como progresso biológico, mas ainda assim esta lei continua a ser utilizada, devido ao seu poder explicativo.
À medida que as descobertas de fósseis se desenvolviam e novas espécies eram descritas, a paleontologia popularizou-se, em particular devido a exemplares espectaculares de carnívoros de grandes dimensões como o tiranossauro. O interesse do público incentivou a criação de museus de história natural, que competiam entre si pelas exibições mais atractivas. Em consequência, a procura de fósseis acelerou, bem como a competição entre paleontólogos por novas descobertas. Marsh protagonizou com Edward Drinker Cope uma rivalidade paleontológica que mereceu a designação de “guerra dos ossos” nos media de então. Estimulados pela concorrência do adversário, Marsh e Cope descreveram cerca de 120 novas espécies de dinossauro entre si, nos finais do século XIX.
Marsh morreu em 1899 e está sepultado em New Haven, no Connecticut.

## Prémios e honrarias
- Medalha Bigsby 1877[3]